# Wildheupfad
Als Wildheupfad wird die Schweizer Wanderroute 587 (eine von 269 lokalen Routen) in den Schwyzer Alpen bezeichnet. Sie beginnt in Eggberge im Kanton Uri und führt nach Oberaxen am Westhang des Rophaien.
Start und Ziel sind mit Luftseilbahnen von Flüelen erschlossen; an beiden Orten befindet sich jeweils eine Gaststätte, in Eggberge auch mit Übernachtungsmöglichkeit.
Die Bezeichnung kommt von der Bewirtschaftung der Hänge durch Wildheuen.
Der aussichtsreiche Weg ist teilweise schmal. Sein Kulminationspunkt liegt bei Älpeli etwas östlich der Alp Franzen (1455 m ü. M.). Von hier wäre ein Aufstieg zum Rophaien (2077 m ü. M.) möglich, ebenso ein Abstieg nach Giebel (782 m ü. M.), von wo man eine kleine Seilbahn nach Kohlplatz zur Talfahrt an den oberen Rand von Gruonmatt nehmen könnte. Beide Varianten sind als alpin (blau-weiß markiert) eingestuft.

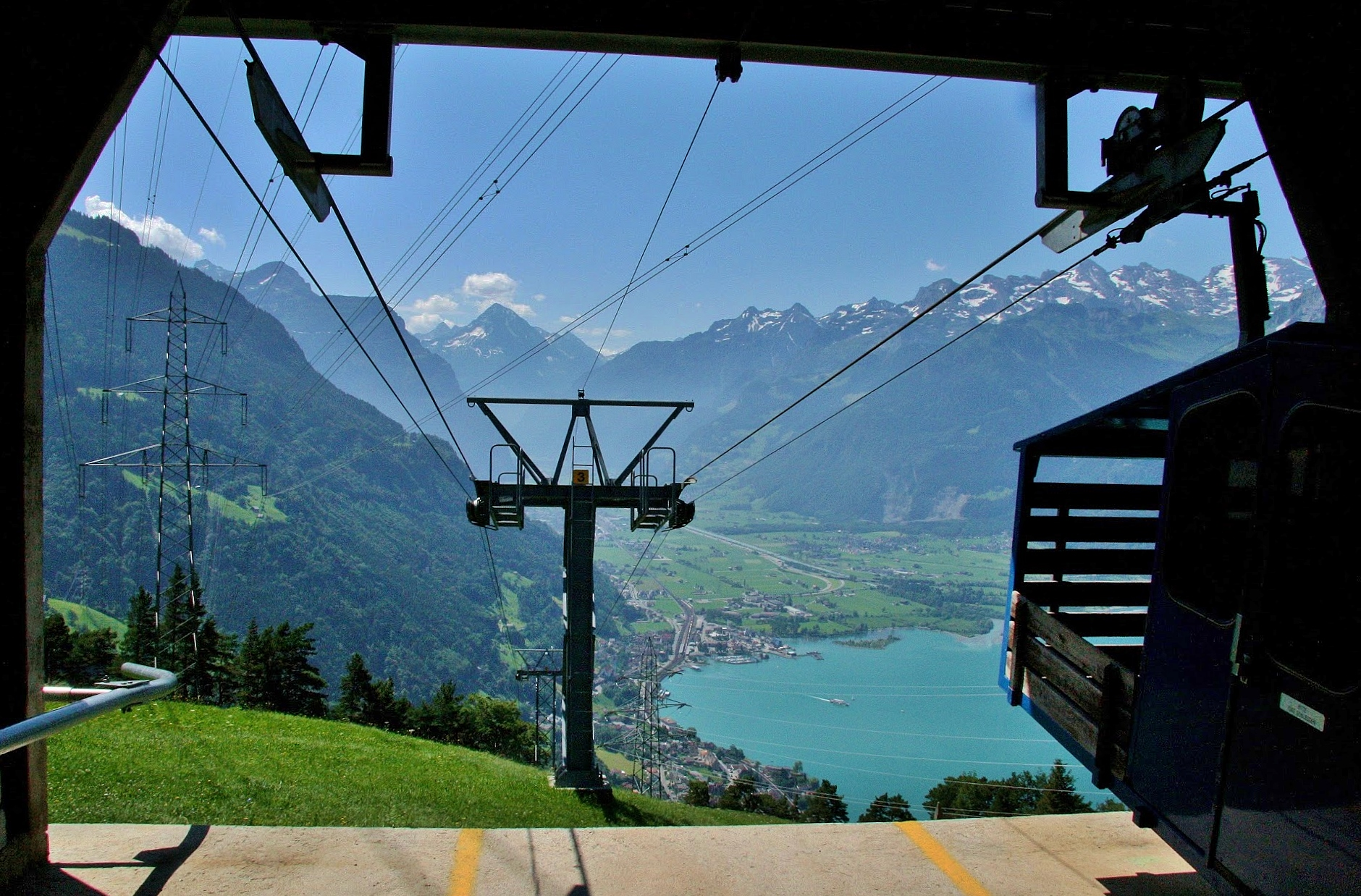
Blick vom Ziel auf Flüelen
und zurück zum Start (links oben).

Die Streckenlänge beträgt 7 Kilometer und man hat insgesamt 380 Höhenmeter auf- und 820 abzusteigen. Falls man nicht die Seilbahn (vgl. Bild) für die Talfahrt nutzt, wären weitere 550 Hm abzusteigen.
Zu beachten:

Es gibt im oberen Bereich – zwischen Chäsgadenegg und Franzen – eine Wintersperre (November–April), da Brücken und Absturzsicherungen entfernt werden.

## Nachweise
1. ↑  Alle lokalen Routen bei «SchweizMobil».
2. ↑  Karte von «geo admin.ch».